# Apsheronsk
Apsheronsk (del ruso: Апшеро́нск) es una ciudad del krai de Krasnodar, en Rusia, centro administrativo del raión de Apsheronsk. Está situada a orillas del río Psheja (donde recibe al Tuja), de la cuenca del Kubán, 87 km al sureste de Krasnodar, la capital del krai. Su población en 2010 era de 40 116 habitantes.
La ciudad más cercana es Beloréchensk, 36 km al nordeste de Apsheronsk.
Es cabeza del municipio Apsherónskoye, al que pertenecen asimismo Zazulin, Spásov y Tsurevski.

## Historia
Fundada en 1863, Apsheronsk tuvo su origen como una stanitsa para los miembros del regimiento de Apsherón del Ejército Imperial Ruso. Tanto el nombre del regimiento como el de la ciudad actual provienen del de la península de Apsherón, en el actual Azerbaiyán, donde Pedro I el Grande condujo una campaña militar contra Persia en 1722-1723.
Hasta que recibe el estatus de ciudad, en 1947, la localidad se llamaba Apsherónskaya (Апшеронская).
El 6 de septiembre de 2008, fue inaugurado el cementerio militar alemán de Apsherón, donde fueron reunidos los restos de todos los militares alemanes muertos en el Cáucaso y la cabeza de puente del Kubán, en el curso de la Segunda Guerra Mundial, durante la cual la localidad fue ocupada por la Wehrmacht de la Alemania nazi el 14 de agosto de 1942 y fue liberada por el Ejército Rojo de la Unión Soviética el 27 de enero de 1943. Situado a 12 km de la ciudad, el cementerio cubre 3.1 ha y cuenta con 6 000 tumbas. Está gestionado por el Volksbund Deutsche Kriegsgräberfürsorge.

## Demografía
| 1959*  | 1970*  | 1979*  | 1989*  | 2002*  | 2009   | 2010   |
| ------ | ------ | ------ | ------ | ------ | ------ | ------ |
| 29 800 | 32 900 | 33 324 | 34 505 | 39 608 | 40 061 | 40 116 |

Las dos principales etnias de la ciudad son la rusa (83.9 %) y la armenia (8.1 %).

## Clima
| Parámetros climáticos promedio de Apsheronsk         | Parámetros climáticos promedio de Apsheronsk | Parámetros climáticos promedio de Apsheronsk | Parámetros climáticos promedio de Apsheronsk | Parámetros climáticos promedio de Apsheronsk | Parámetros climáticos promedio de Apsheronsk | Parámetros climáticos promedio de Apsheronsk | Parámetros climáticos promedio de Apsheronsk                                                                                          | Parámetros climáticos promedio de Apsheronsk | Parámetros climáticos promedio de Apsheronsk | Parámetros climáticos promedio de Apsheronsk | Parámetros climáticos promedio de Apsheronsk | Parámetros climáticos promedio de Apsheronsk | Parámetros climáticos promedio de Apsheronsk |
| Mes                                                  | Ene.                                         | Feb.                                         | Mar.                                         | Abr.                                         | May.                                         | Jun.                                         | Jul. | Ago.                                         | Sep.                                         | Oct.                                         | Nov.                                         | Dic.                                         | Anual                                        |
| ---------------------------------------------------- | -------------------------------------------- | -------------------------------------------- | -------------------------------------------- | -------------------------------------------- | -------------------------------------------- | -------------------------------------------- | --- | -------------------------------------------- | -------------------------------------------- | -------------------------------------------- | -------------------------------------------- | -------------------------------------------- | -------------------------------------------- |
| Temp. máx. media (°C)                                | 4.0                                          | 4.0                                          | 7.8                                          | 14.5                                         | 19.6                                         | 23.2                                         | 26.8 | 26.2                                         | 21.6                                         | 16.2                                         | 10.0                                         | 5.1                                          | 15                                           |
| Temp. mín. media (°C)                                | -0.5                                         | -1.2                                         | 1.8                                          | 6.8                                          | 11.2                                         | 15.3                                         | style="background:#000000;color:#Expresión errónea: carácter de puntuación «,» desconocido.;font-size:85%;text-align:center;" \| 18,6 | 18.2                                         | 14.1                                         | 9.5                                          | 4.6                                          | 0.5                                          | 8.9                                          |
| Precipitación total (mm)                             | 92                                           | 79                                           | 74                                           | 73                                           | 77                                           | 93                                           | 73 | 70                                           | 72                                           | 88                                           | 98                                           | 110                                          | 999                                          |
| Fuente: Temperaturas del krai de Krasnodar (en ruso) |                                              |                                              |                                              |                                              |                                              |                                              | |                                              |                                              |                                              |                                              |                                              |                                              |

## Economía y transporte
La economía de Apsheronsk se basa en el trabajo de la madera (producción de madera para obras, de contrachapado, de parqué...), productos alimenterios, equipamiento de oficina, instrumentos de música. 
Por la localidad pasa la carretera R254 Maikop-Tuapsé. La localidad cuenta con dos estaciones, Apsherónskaya, en la línea de ferrocarril de vía estrecha de Apsheronsk y Neftegórskaya, en la línea de Armavir-Tuapsé del ferrocarril del Cáucaso Norte.

## Cultura y lugares de interés
Cabe destacar las iglesias Tijonovskya y del Icono de la Madre de Dios Nerushimaya Stena, ortodoxas, y la Iglesia Armenia de San Gevorg.

## Personalidades
- Vladímir Shishélov (n. 1979), futbolista.